# مرده‌ها نمی‌میرند
مرده‌ها نمی‌میرند (انگلیسی: The Dead Don't Die) فیلمی گروتِسک به کارگردانی جیم جارموش است. این فیلم به عنوان فیلم افتتاحیه جشنواره کن ۲۰۱۹ انتخاب شد و همچنین در بخش اصلی جشنواره نیز حضور داشت.

## خلاصه داستان
در شهر خواب آلود و کوچک «سنترویل» چیزی سر جایش قرار ندارد. ماه بسیار بزرگ و نزدیک است و ساعت‌های روز غیرقابل پیش‌بینی شده‌است و حیوانات رفتارهای غیرمعمول از خود نشان می‌دهند و هیچ‌کس نمی‌داند دلیل این اتفاقات چیست. گزارش‌های خبری ترسناک و دانشمندان نگران هستند اما هیچ‌کس اتفاقات بسیار خطرناک و عجیب و غریبی که قرار است در شهر اتفاق روی دهند را پیش‌بینی نمی‌کند. مرده‌ها از گور برمی‌خیزند و وحشیانه به شهر و موجودات زنده حمله می‌کنند و شهروندان برای بقای خود باید بجنگند.

## ساخت
بیل موری و تیلدا سوینتون در فوریه ۲۰۱۸ در حین تور مطبوعاتی برای جزیره سگ‌ها، اعلام کردند که در یک فیلم زامبی به کارگردانی جیم جارموش حضور دارند.
در مارس ۲۰۱۸، موری گفت که دنیل کریگ و رزی پرز قرار است نقش‌های فرعی را بازی کنند. او دربارهٔ این پروژه گفت:
این یک فیلم زامبی است. جیم جارموش فیلمنامهٔ زامبی نوشته‌است که بسیار خنده دار است و بازیگران بزرگی در آن حضور دارند: روزی پرز و دانیل کریگ. نام فیلم مرده‌ها نمی‌میرند است و در تابستان فیلمبرداری می‌شود. اما، خب نه، من نقش یک زامبی را بازی نمی‌کنم.
در ژوئیه ۲۰۱۸ اعلام شد که هرچند کرگ در فیلم نیست اما آدام درایور، سلنا گومز، کلویی سونی، آستین باتلر، استیو بوشمی، تیلدا سوینتون و کلب لندری جونز در کنار موری برای بازی انتخاب شده‌اند. جوشوا آستراچان و کارتر لوگان فیلم را تهیه کردند، فوکوس فیچرز پخش‌کننده فیلم شد.
فیلمبرداری در میان اجتماعات کوچک پراکنده‌ای در شمال شهر نیویورک از جمله آنکرام، الیزاویل، فلیشمان و مارگارتویل، نیویورک و اطراف آن انجام شد.

## پخش
مرده‌ها نمی‌میرند به عنوان فیلم افتتاحیه در جشنواره فیلم کن در ۱۴ مه ۲۰۱۹ برای نخستین بار پخش شد. فیلم در ۱۴ ژوئن ۲۰۱۹ در ایالات متحده و در ۱۲ ژوئیه ۲۰۱۹ در انگلستان منتشر شد. استودیوی پخش ۲ تا ۳ میلیون دلار برای تبلیغات داخلی فیلم هزینه کرد.

## بازخورد
بر اساس نتایج تجمیع آرای تارنمای راتن تومیتوز، فیلم امتیاز ۵۴٪ را بر اساس ۲۹۰ بررسی با میانگین امتیاز ۵٫۷۸ / ۱۰ بدست آورد. در اجماع این تارنما آمده‌است. در تارنمای متاکریتیک امتیاز فیلم ۵۲ از ۱۰۰ است که نشان از نقدهای گوناگون می‌دهد.
پاپ مترز دربارهٔ فیلم نوشت: "فیلم عجیب و غریبی است، فیلمی که پایان جهان را آشکارا تصویر می‌کند بدون اینکه یک بار شوخی و خنده را فراموش کند و به ورطهٔ ترشرویی و جدیت بیفتد. این نتیجه کار هوشمندانهٔ کارگردانی مبتکر و استاد است.
نیویورک تایمز نوشت: "مردگان نمی‌میرند" به کارگردانی جیم جارموش به سبک سینمای وحشت بدون اینکه تعهدی به آن داشته باشد، احترام می‌گذارد. "
تیم گریرسون منتقد اسکرین اینترنشنال دربارهٔ این فیلم می‌گوید: ««جارموش فضایی ایجاد کرده علیه ماتریالیسم، آمریکای دوران ترامپ و بی‌تفاوتی جمعیِ ما. او منظورش را به روشنی منتقل کرده بدون آنکه برایش مهم باشد چقدر بی‌رحمانه این کار را می‌کند.»
تیری فرمو دبیر جشنواره کن در نشست مطبوعاتی خود که پیش از این برگزار شده بود، فیلم را بسیار ضدترامپ قلمداد کرده بود. او گفته بود: «مرده‌ها نمی‌میرند دربارهٔ هژمونی آمریکاست؛ کشوری شگفت‌آور که می‌توان انتظار داشت شخصیتی چون جارموش با تغییراتی که اخیراً در آنجا اتفاق افتاده‌است، خوشحال و یکدل نباشد.»

## بازیگران
- آدام درایور
- استیو بوشمی
- بیل مری
- تیلدا سوئینتن
- سلنا گومز
- آستین باتلر
- کلویی سونی
- دنیل کریگ
- رزی پرز
- کلب لندری جونز
- تام ویتس